# Pisma
A Pisma (oroszul: Пышма) folyó Nyugat-Szibériában, Oroszország Szverdlovszki- és Tyumenyi területén, a Tura jobb oldali mellékfolyója.

## Földrajz
Hossza: 603 km, vízgyűjtő területe: 19 700 km², vízhozama 34 m3/sec.
A Középső-Urál keleti lejtőin, Jekatyerinburgtól kb. 15-km-re, a Verhnyaja Pisma városka melletti Kljucsi-tóból ered. Zömmel keleti irányban, iparosodott területen folyik. Kezdetben az Urál előhegyeihez tartozó, fenyvesekkel borított vidéken halad, Szuhoj Log város után alföldi tájon folytatja útját, folyása lelassul, medre 30–50 m-re szélesedik és kanyargóssá válik; Tyumeny alatt ömlik a Turába.
Tavaszi, április-májusi árvize van; novembertől áprilisig befagy. Nagyrészt völgyében vezet a Jekatyerinburg–Tyumeny közötti vasúti fővonal. A folyó három kisebb víztározója közül az egyik a Belojarszkij melletti atomerőmű hűtését szolgálja, területe 37 km².

## Városok, ipar
- Verhnyaja Pisma – 57 700 fő (2005); ipari központ, színesfémkohászati kombinát.
- Zarecsnij – 27 600 fő (2005); 1964 óta működő atomerőművének három blokkjából már csak egy üzemel, a negyedik blokk üzembehelyezését 2012-ben tervezik.
- Belojarszkij
- Szuhoj Log – 36 300fő (2005); cementgyártás
- Kamislov – 28 600 fő (2005)
- Talica – 18 700 fő (2007)